# Эчаиде, Хон
Хон Эчаиде Сола (исп. Ion Echaide Sola; 5 января 1988, Памплона, Испания) — испанский футболист баскского происхождения, защитник.

## Биография

### Клубная карьера
Воспитанник памплонской «Осасуны» дебютировал за вторую команду клуба в 2006 году. В 2009 году провёл предсезонный сбор с основной командой, однако в начале сезона был отдан в аренду арагонскому клубу второго дивизиона «Уэска». В декабре 2009 года после серьёзной травмы был отозван из аренды. В начале сезона 2010/11 Хон снова был отдан в аренду «Уэске». В том сезоне Эчаиде был игроком основного состава, сыграв в 36-ти матчах за команду. Следующие два года игрок эпизодически вызывался в «Осасуну» на матчи Примеры, но развитию карьеры мешали травмы. Так, например, с 24 августа 2011 по 1 марта 2012 года защитник находился на лечении с разрывом крестообразной связки. Турнир 2012/13 годов он опять провёл в уэскской аренде.

### Международная карьера
Эчаиде был игроком юношеских и молодёжной сборной Испании. В 2007 году Хон в составе испанской сборной выиграл юношеский чемпионат Европы.

## Достижения
- Чемпион Европы среди юношей: 2007